# Bénévent-et-Charbillac
Bénévent-et-Charbillac is een voormalige gemeente in het Franse departement Hautes-Alpes in de regio Provence-Alpes-Côte d'Azur en telt 289 inwoners (2004). De gemeente maakt deel uit van het arrondissement Gap.

## Geschiedenis
Tot 1 januari 2013 werd Bénévent-et-Charbillac samen met Les Infournas aangehecht bij de gemeente Saint-Bonnet-en-Champsaur. Hierbij kreeg Bénévent-et-Charbillac de status van commune déléguée maar op 18 augustus 2014 besloot de gemeenteraad van Saint-Bonnet-en-Champsaur deze status af te schaffen.

## Geografie
De oppervlakte van Bénévent-et-Charbillac bedraagt 12,3 km², de bevolkingsdichtheid is 23,5 inwoners per km².
De onderstaande kaart toont de ligging van Bénévent-et-Charbillac met de belangrijkste infrastructuur en aangrenzende gemeenten.

## Demografie
Onderstaande figuur toont het verloop van het inwonertal.
Vanwege een beveiligingsprobleem met de MediaWiki Graph-software is het momenteel niet mogelijk deze grafiek weer te geven. Zodra de software is bijgewerkt zal de grafiek vanzelf weer zichtbaar worden.